# Harmon Miller House

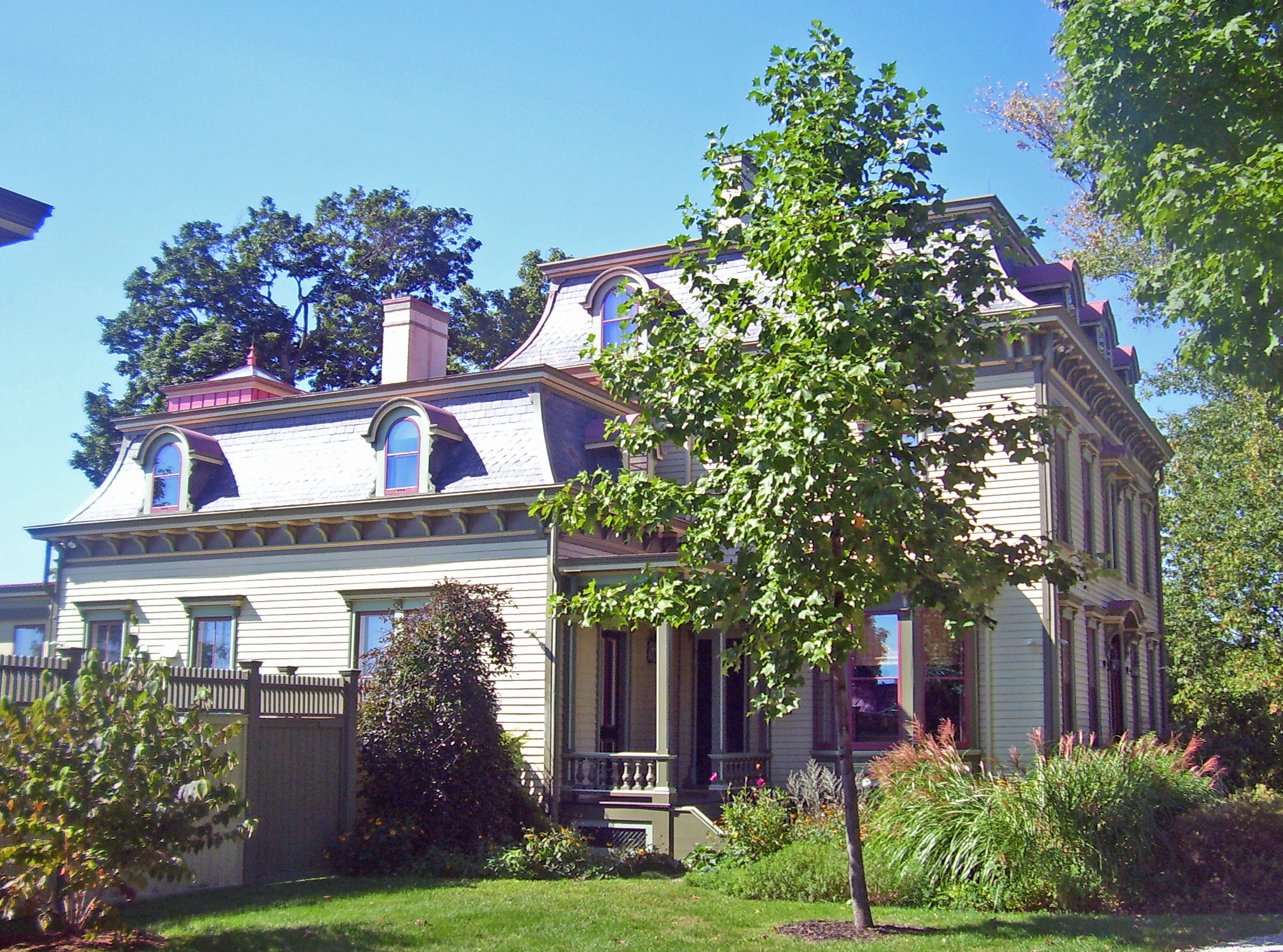
Harmon Miller House, Ansicht von Südosten (2008)

Das Harmon Miller House, auch bekannt als Brookbound, ist ein aus Holz gebautes Haus auf einem mittelgroßen Farmgelände an der NY 23/9H am südlichen Rand von Claverack, New York in den Vereinigten Staaten. Das Gebäude entstand in den 1870er Jahren.
Es handelt sich dabei um eines der wenigen Gebäude im Stil des Second Empire im Gebiet von Claverack. 1997 wurde das Bauwerk in das National Register of Historic Places aufgenommen.

## Anwesen
Das Haus steht auf der Westseite der Landstraße auf einer kleinen Anhebung und ist von Bäumen umgeben. Dazu gehören 42 Acre (rund 17 Hektar) Ackerflächen und Wiesen. Claverack Creek liegt südlich davon. Auf der anderen Seite der Landstraße stehen andere Häuser, das Zentrum Claveracks liegt weiter nördlich. Ein kleiner Schuppen für ein Fuhrwerk liegt südlich des Hauses.
Das Haus ist ein zweieinhalb Stockwerke zählendes Holzgebäude in Ständerbauweise auf einem aus Backsteinen gemauerten Fundament mit einem konkaven mit Schiefer gedeckten Mansarddach und überhängender von Kragsteinen gestützten Dachtraufe. Nach Süden und Westen erstreckt sich ein anderhalbstöckiger Seitenflügel.
An der Vorderseite, der nach Osten gerichteten Fassade, befindet sich der zentral angeordnete Haupteingang. Hölzerne Stufen mit einer Balustrade führen zu ihm hinauf, ein kleines von Konsolen gestütztes Vordach schützt ihn vor dem Wetter. Darüber liegt ein Doppelfenster, das ähnlich gestaltet ist. Alle Fenster sind mit Gesimsen versehen, die im Erdgeschoss flach und im zweiten Stock gerundet sind. Auf dem Dach sitzen drei Dachgauben mit Bogenfenstern, wobei die mittlere Dachgaube zwei Fensteröffnungen aufweist.
An der Nordseite füllt ein ausladendes großes Fenster das östlichste Joch aus. Zwischen den beiden Dachgauben erhebt sich ein Schornstein. Die Südseite ist ähnlich gestaltet, doch fehlt hier der Kamin. Ein weiteres großes Fenster liegt an der Rückseite neben der offenen Veranda, deren Flachdach von gedrechselten Pfosten getragen wird. Das Dach weist an dieser Seite drei Dachgauben auf.
Der Seitenflügel wurde aus ähnlichen Materialien gebaut, wie der Haupttrakt. Eine geschlossene Veranda erstreckt sich über die gesamte Länge der Westfassade. Über dem mittleren Joch erhebt sich ein Turm, dessen Mansarddach ebenfalls aus Schiefer besteht und das ein mit vier Scheiben versehenes Fensterband aufweist.
Vom Haupteingang an der Ostseite gelangt man durch ein Paar Türen mit geätzten Glasscheiben, die in einen in Segmenten gebogenen Rahmen gefasst sind, in die zentrale Halle mit der Treppe nach oben. An der Nordseite liegt ein großer Salon mit einem kleinen Alkoven in der Rückwand. Die Küche im Flügelhaus wurde um die geschlossene Veranda erweitert. Die Anordnung der Räume des zweiten Stockwerkes wurde nicht verändert, doch wurden einige Räume vergrößert. Bei den Zimmern der Bediensteten in der Attika wurden Wände entfernt, um einen großen durchgehenden Raum zu schaffen. Ein großer Teil der ursprünglichen Ausstattung besteht noch, darunter der Putz der Wände, die Fußböden, die Kamineinfassungen aus Marmor und Holz sowie Holzarbeiten wie die Balustrade aus Walnussholz sowie der Spindelpfosten der Haupttreppe.
Der Schuppen für das Fuhrwerk ist verschindelt und mit einem Schiefermansarddach gedeckt. Seine Ostseite weist doppelte, oben gebogene Türen sowie eine zentral angeordnete Dachgaube auf. Dieses Nebengebäude ist beitragende Resource  für den Eintrag in das National Register.

## Geschichte
Der Farmer Harmon Miller, der bis 1875 das 106 Acre (etwa 43 Hektar) umfassende Land bebaute, das ihm sein Vater 1854 zu seiner Hochzeit gab – damaliger Wert 15.000 $ (499.000 $ in heutigen Preisen) –, beauftragte 1878 den örtlichen Architekten und Baumeister John McClure mit dem Bau von Brookbound. Die Baukosten betrugen 5366 $ (rund 150.406 $ in heutigen Preisen). Miller wohnte bis zu seinem Tod 1905 in dem Haus, und Mitglieder seiner Familie lebten darin, bis sie es 1980 verkauften. Es ist ein privates Wohnhaus und wurde, mit Ausnahme von Modifikationen der Veranden wenig verändert.

## Belege
1. 1 2 3 4 5  Sally Naramore: National Register of Historic Places nomination, Harmon Miller House. New York State Office of Parks, Recreation and Historic Preservation, Januar 1997, archiviert vom Original am 3. Oktober 2012; abgerufen am 25. Januar 2012 (englisch).  Info: Der Archivlink wurde automatisch eingesetzt und noch nicht geprüft. Bitte prüfe Original- und Archivlink gemäß Anleitung und entferne dann diesen Hinweis.

Koordinaten: 42° 13′ 6″ N, 73° 43′ 55″ W